# Congonhas do Norte
Congonhas do Norte är en kommun i Brasilien.   Den ligger i delstaten Minas Gerais, i den sydöstra delen av landet, 600 km sydost om huvudstaden Brasília. Antalet invånare är 4 947.
Omgivningarna runt Congonhas do Norte är huvudsakligen savann. Runt Congonhas do Norte är det mycket glesbefolkat, med 6 invånare per kvadratkilometer.